# Brusasco
Brusasco is een gemeente in de Italiaanse provincie Turijn (regio Piëmont) en telt 1679 inwoners (31-12-2004). De oppervlakte bedraagt 14,4 km², de bevolkingsdichtheid is 117 inwoners per km².

## Demografie
Brusasco telt ongeveer 710 huishoudens. Het aantal inwoners steeg in de periode 1991-2001 met 5,0% volgens cijfers uit de tienjaarlijkse volkstellingen van ISTAT.
| Jaar | Inwoneraantal |
| ---- | ------------- |
| 1991 | 1585          |
| 2001 | 1664          |

## Geografie
Brusasco grenst aan de volgende gemeenten: Crescentino (VC), Verolengo, Verrua Savoia, Monteu da Po, Cavagnolo, Moransengo (AT), Brozolo.
1. ↑  https://demo.istat.it/?l=it.